# 화왕산
화왕산(火旺山)은 대한민국 경상남도 창녕군에 있는 높이 756m의 산이다. 1984년 1월 11일 군립공원으로 지정되었다.
이 산은 선사시대 화산으로 지금 3개의 못(용지)은 화산의 분화구가 있고 정상 둘레에는 화왕산성(사적 64호)이 있다. 임진왜란 당시 곽재우가 화왕산성을 의지하여 왜병을 물리친 것을 기리는 의병전승비가 세워져 있다.

## 같이 보기
- 한국의 산
- 창녕 신라 진흥왕 척경비
- 창녕 목마산성 - 사적 제65호
- 창녕 화왕산성 - 사적 제64호
- 화왕산 억새태우기